# 카스텔누오보디발디체치나
카스텔누오보디발디체치나 (Castelnuovo di Val di Cecina) 이탈리아 토스카나주의 피사도에 위치한 코무네 (지방자치단체)이다. 피사에서 남서쪽 약 70 킬로미터 (43 mi), 피사에서 동남쪽 40 킬로미터 (25 mi) 거리에 있다.
카솔레델사, 몬테로톤도마리티모, 몬티에리, 포마란체, 라디콘돌리, 볼테라 등과 경계를 맞대고 있다.